# Рорицер, Маттеус
Маттеус Рорицер (нем. Matthäus Roritzer, Mathes Roriczer, 1440, Регенсбург, Бавария — 1493) — немецкий архитектор, издатель и один из первых теоретиков архитектуры.

## Происхождение
Известно три поколения мастеров-строителей, архитекторов и скульпторов, работавших на строительстве собора в Регенсбурге (Бавария). Члены этой семьи входили в состав странствующих артелей каменщиков (фр. franc-maçon и работали также в Нюрнберге, Вене, Мюнхене. Из них наиболее известны Венцель Роритцер (? — 1419), работавший в Праге на строительстве собора Св. Вита, и его сын Конрад (? — ок. 1475), который начал строительство хора церкви Св. Лаврентия в Нюрнберге (1445). С 1462 года Конрад Роритцер работал на строительстве собора Св. Стефана в Вене, в 1473—1475 годах — на возведении Фрауэнкирхе в Мюнхене. Он имел звание «Строителя соборов» (Tummaister). Маттеус Роритцер был старшим сыном Конрада, а младший сын — Вольфганг — продолжал дело брата после его кончины.
Маттеус Роритцер был женат, и документально подтверждено, что его дочь Марта вышла замуж за каменщика Ганса Према (Hans Prem) из Регенсбурга в 1498 году. Существует портрет Маттеуса Рорицера — рисунок серебряным штифтом, работы Ганса Гольбейна Старшего. Датируется 1485—1490 годами.

## Деятельность
Маттеус по обычаю того времени получил первое обучение в семье в Регенсбурге; в 1462 году он последовал за своим отцом в Нюрнберг. В 1468—1471 годах работал в Эсслингене под началом мастера-строителя собора (Dombaumeister) Ганса Бёблингера. В 1473 году Рорицер поступил на службу к епископу Айхштетта Вильгельму фон Райхенау, работал над капитулом собора и, вероятно, обсуждал вопросы архитектурной теории с гуманистически образованным архиепископом. В 1476 году он получил гражданство Регенсбурга, заменил своего отца в качестве мастера-строителя и оставался им до своей смерти около 1495 года.
Находясь в Регенсбурге, Маттеус напечатал «буклет» (Flugblatt) с описаниями и схемами производства работ. Одно из самых известных его изданий — «О преимуществах фиалов» (Der Fiale Gerechtigkeit, или Büchlein von der Fialen Gerechtigkeit, 1486) с двадцатью двумя чертежами, награвированными на дереве. Иллюстрации показывают, в частности, принципы готического пропорционирования. Некоторые авторы, что весьма спорно, приписывают этой работе символический смысл, раскрывающий «секреты ремесла немецких средневековых мастеров-масонов». Более вероятно, что такой секретности не существовало, а недостаток письменных указаний и правил, которые позволяли бы в то время каменщикам работать без ошибок, придавал подобным сочинениям особо важное значение.

## «О преимуществах фиалов»
Буклет «О преимуществах фиалов» (Büchlein von der Fialen Gerechtigkeit) с двадцатью двумя чертежами, награвированными на дереве, был напечатан в Регенсбурге в 1486 году и посвящён архиепископу Айхштатта Вильгельму фон Райхенау, правившему в 1464—1496 годах, герб которого имеется в тексте.
В тексте и иллюстрациях на примерах обмеров фиалов продемонстрированы принципы готического пропорционирования на основе «одномерной единицы», которой является диагональ квадрата. Отношение стороны квадрата к его диагонали даёт постоянную иррациональную величину, которая обеспечивает «гармоническую константу» всех прочих величин способами бесконечного деления или умножения. Такая система в античности именовалась квадратурой (лат. ad quadratum). В Средневековье получила название «германского способа». Наряду с триангуляцией (лат. ad triangulum) («французским способом») в эпоху, когда не существовало общепринятых стандартов измерения, эта система имела универсальное значение. Средневековые масоны называли подобный способ «конструктивной геометрией». Факт её применения подтверждён исследованиями Э. Виолле-ле-Дюка.
Другими изданиями, напечатанными Роритцером, были теоретический трактат «Германская геометрия» (Die Geometria Deutsch, 1487—1488) и «буклеты» (Flugblatt) по способам геометрического построения вимпергов. Существует версия, что эти сочинения были адресованы не мастерам, которые изучали подобные приёмы во время практического обучения, а образованной публике, светским заказчикам и духовным лицам, которая всё более интересовалась архитектурой и её связью с математикой и геометрией.

## Опубликованные работы
- Büchlein von der Fialen Gerechtigkeit (1486); English translation: Booklet Concerning Pinnacle Correctitude (1977)

- Geometria Deutsch (1486—1490); English translation: Geometry [in] German (1977)

- Wimpergbüchlein (1486—1490); English translation: Booklet on Gablets (1977)